# Ronald Herring
Ronald J. Herring (* 1947) ist ein US-amerikanischer Politikwissenschaftler.

## Leben und Wirken
Herring studierte von 1965 bis 1969 Wirtschaftswissenschaften an der University of Texas at Austin. Einen M.A. (1971) und einen Ph.D. (1976) in Politikwissenschaften erhielt er von der University of Wisconsin–Madison. Von 1977 bis 1991 lehrte er an der Northwestern University, seit 1991 ist er Professor an der Cornell University. Von 1996 bis 2002 war er Direktor des Einaudi Center der Cornell University und John S. Knight Professor of International Studies.
Herring hat vor allem in und zu Südasien geforscht. Seine Forschungsgebiete sind landwirtschaftliche politische Ökonomie und Reform, Ethnizität und Konflikt, politische Ökologie und Entwicklung, und soziale Konflikte um Wissenschaft und Grüne Gentechnik. Er war Vorsitzender des Cornell’s Department of Government und ausführender Direktor am Title VI National Resource Center for South Asia.

## Veröffentlichungen (Auswahl)
Als Autor
- Land to the Tiller: The Political Economy of Agrarian Reform in South Asia. Yale University Press, 1983, ISBN 0-300-02725-7.
- Guaranteeing employment to the rural poor: Social functions and class interests in the employment guarantee scheme in Western India. In: World Development Band 11, 1983, S. 575–592. - mit Rex M. Edwards
- GMOs, NGOs, Farmers, and the State. In: Social Movements in India: Poverty, Power, and Politics. Rowman & Littlefield Publishers, 2005. ISBN 0-7425-3842-7.
- Why did „Operation Cremate Monsanto“ fail? Science and Class in India’s Great Terminator-Technology Hoax. In: Critical Asian Studies. Band 38, 2006, S. 467–493, (PDF; 377 kB).
- The genomics revolution and development studies: Science, poverty and politics. In: Journal of Development Studies. Band 43, 2007, S. 1–30, (PDF; 216 kB).
- Stealth Seeds: Bioproperty, Biosafety, Biopolitics. In: Journal of Development Studies. Band 43, 2007, S. 130–157, (PDF; 316 kB).
- Transgenics and the Poor: Biotechnology in Development Studies (zuerst in: Journal of Development Studies), Taylor and Francis, 2008. ISBN 0-415-46876-0, ISBN 978-0-415-46876-3. Ausgezeichnet mit dem Dudley Seers Memorial Prize in 2008

Als Herausgeber
- Carrots, Sticks, and Ethnic Conflict: Rethinking Development Assistance. University of Michigan Press, 2001, ISBN 0-472-11177-9. - mit Milton J. Esman